# Police grand-ducale

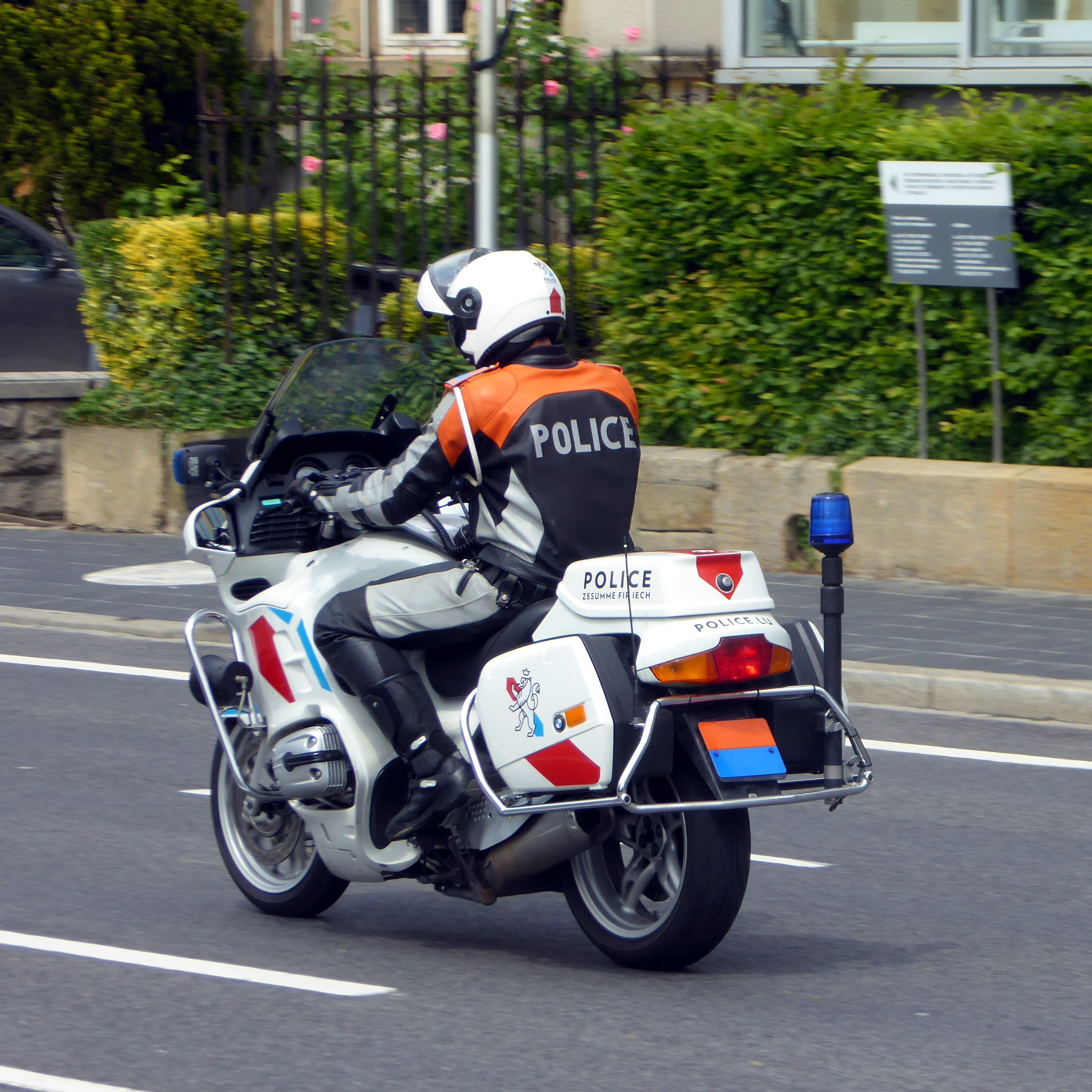
Motorrad der Großherzoglichen Polizei mit Spezialkennzeichen in den Farben der Dynastie.

Die Police grand-ducale (deutsch Großherzogliche Polizei; luxemburgisch Groussherzoglech Police), auch Police Lëtzebuerg genannt, ist ein Organ der Exekutive in Luxemburg. Sie untersteht dem Minister für innere Sicherheit und entstand in ihrer heutigen Form am 1. Januar 2000, als die vormalige Großherzogliche Gendarmerie und die dezentral organisierte staatliche Polizei fusionierten. Sie ist für die Innere Sicherheit, Aufrechterhaltung der Öffentlichen Ordnung sowie die Durchsetzung der Gesetze verantwortlich.

## Geschichte
Während die Geschichte der Gendarmerie aus der Zeit der französischen Besatzung im damaligen Département Forêts begann und damit vergleichsweise jung war, gehen die Wurzeln der Polizei bis ins 13. Jahrhundert zurück. Gräfin Ermesinde II. konnte zu ihren Lebzeiten nicht nur ihr Herrschaftsgebiet verdreifachen, sie erhöhte durch eine umfassende Verwaltungsreform auch den Wohlstand und die Sicherheit. Unter Anwendung des Rechts von Beaumont „befreite“ sie viele Städte und Dörfer. Nach der heutigen Quellenlage waren die Hauptaufgaben der damaligen Polizei:
- Patrouille zur Verbrechensvorbeugung,
- Festsetzung von Deserteuren und Vagabunden,
- Überwachung der Sonn- und Feiertagsruhe,
- Überwachung der Schulpflicht.

Ab 1531 kamen die folgenden Aufgaben zur Gewährung von „Einheit und gegenseitigem Verständnis zwischen den Untertanen und Seiner Majestät“ hinzu:
- Währungs- und Zollüberwachung, Notare, Konkurswesen;
- Monopolwesen und Lebensmittel- und Preiskontrolle;
- Aufsicht von Obdachlosen, Armen, Landstreichern;
- Aufgaben des Standesamtes: Widmungen, Hochzeiten;
- Einschreiten bei Mord, Trunkenheit, Pferdediebstahl, Lästerer.

Mit der Einführung einer einheitlichen und funktionsfähigen Verwaltung nach der Französischen Revolution entfielen einige Aufgaben wieder. Fokus der Arbeit war jetzt „de veiller et tenir la main, dans l'étendue de chaque municipalité, à l'exécution des lois et règlements de police“ (etwa: „im Bereich jeder Gemeinde die Ausführung der Gesetze und Polizeiverordnungen zu überwachen und zu unterstützen“), bis heute Schwerpunkt der Polizeiarbeit.

### Gründung der Gendarmerie
Die Maréchaussée in Luxemburg wurde während der Herrschaft der Habsburger am 3. Februar 1733 gegründet. Von 1795/1801 bis 1814 geriet das Land als Département Forêts nach dem Einzug der französischen Revolutionstruppen unter französische Herrschaft. Die Maréchaussée wurde Teil der Gendarmerie nationale. Der Wiener Kongress legte 1815 fest, dass das nun zum Großherzogtum erhobene Land ein Bundesstaat des neu gegründeten Deutschen Bundes wurde. Gleichzeitig führten die Kongressbeschlüsse zu einer Personalunion mit dem Königreich der Vereinigten Niederlande. 1840 entstand die Maréchaussée royale grand-ducale, deren Name 1863 unter Wilhelm III. in Königlich Grossherzogliche Gendarmerie Kompagnie geändert wurde. Unter deutscher Besatzung ab 1940 wurde die Gendarmerie der deutschen Polizei eingegliedert. Das Gesetz vom 23. Juli 1952 legte die gesetzlichen Grundlagen für die Gendarmerie neu fest. Sie war ebenso wie die Armee und die Polizei Teil der Force publique.

### Verstaatlichung der Polizei
Den ersten Schritt zur Verstaatlichung der Polizei ging man 1930, wobei die vorher ausschließlich den jeweiligen Gemeindebehörden unterstellten Polizeibeamten unter nationalstaatliche Befehlsgewalt kamen.
In den folgenden Jahren unternahm man weitere Schritte im Sinne dieser Verstaatlichung: ab 1952 trug die Polizei – sicher auch wegen der unliebsamen deutschen Besatzung – nicht mehr die Bezeichnung Lokalpolizei, sondern Police. Außerdem wurde in diesem Jahr die Polizei der Armee und der Gendarmerie rechtlich gleichgestellt, was eine Ausweitung der Machtbefugnisse bedeutete.
Im Jahr 1968 nahm man mit einem weiteren Gesetz das Problem der Finanzierung in Angriff. Fortan wurden die Personalkosten zu 60 % durch den Staat und zu 40 % durch die Gemeinden getragen, während die Kosten für das Material der Polizei gänzlich durch den Staat übernommen wurden. Darüber hinausgehende Kosten mussten weiter durch die Gemeinden getragen werden.
1980 wurden die territorialen Einschränkungen die schutzpolizeilichen Zuständigkeiten betreffend abgeschafft.
Im Jahre 1989 wurden die gerichtspolizeilichen (kriminalpolizeilichen) Zuständigkeiten der Polizei auf das ganze Land ausgeweitet, wodurch für diese nunmehr keine territorialen Einschränkungen mehr bestanden.
Nach wie vor waren die meisten Teile der Ausbildung sowie die Dienstgrade bei Gendarmerie und Polizei identisch. Auch fanden Versetzungen von Beamten zwischen beiden Zweigen der Exekutive statt.

## Kennzeichnungspflicht
Siehe auch
Derzeit gibt es keine Verpflichtung für Polizeibeamte zum Tragen von Identifikationsnummern auf ihren Uniformen. Aktuell befasst sich das Luxemburger Parlament mit einem Gesetzentwurf zur Regelung der Kennzeichnungspflicht von Polizeibeamten.

### Fusion am 1. Januar 2000
Am 1. Januar 2000 wurden die Großherzogliche Gendarmerie und die dezentral organisierte staatliche Polizei zur Police grand-ducale fusioniert. Die früher militärischen Dienstgrade der Gendarmerie wurden jedoch bei der heutigen Großherzoglichen Polizei durch zivilere Bezeichnungen ersetzt (z. B. Inspektor, Kommissar).
Im Jahr 2019 verfügte die Police grand-ducale über 1.838 Polizisten und 365 Zivilbeschäftigte.

## Organisation

Regionen der Polizei seit der Reform von 2018 :
Polizeiregion der Hauptstadt
Polizeiregion Zentrum-Osten
Polizeiregion Süd-Westen
Polizeiregion Norden

Die nach der Reform vom 18. Juli 2018 gültige Organisationsstruktur der Police grand-ducale sieht wie folgt aus:
- Generaldirektion
- 4 Zentraldirektionen
  - Direction Centrale de Police Administrative (DCPA), Zentraldirektion der Verwaltungspolizei
  - Direction Centrale de Police Judiciaire (DCPJ), Zentraldirektion der Kriminalpolizei
  - Direction Centrale de Ressources et de Compétences (DCRC), Zentraldirektion für Ressourcen und Kompetenzen
  - Direction Centrale des Stratégies et des Performances (DCSP), Zentraldirektion für Strategie und Leistung

- 4 Nationale Einheiten, die an die DCPA gegliedert sind (Unités nationales)
  - Unité de la police de la route (UPR) Nationale Verkehrspolizei
  - Unité de la police de l’aéroport (UPA) Flughafenpolizei
  - Unité de Garde et d'Appui Opérationnel (UGAO) Wach- und Bereitschaftspolizei
  - Unité Spéciale de la Police (USP) Spezialeinheit

- 4 Polizeiregionen (Régions de Police)
  - Polizeiregion Nord (DR Diekirch)
  - Polizeiregion Sud-Ouest (DR Esch/Alzette)
  - Polizeiregion Centre-Est (DR Grevenmacher)
  - Polizeiregion Capitale (DR Luxembourg)

Das Hauptquartier der Generaldirektion der Polizei befindet sich in der Nähe des Flughafens von Luxemburg (Ortschaft Findel der Gemeinde Sandweiler). Dort sind auch die vier Zentraldirektionen angesiedelt.
Die Direktionen der vier Polizeiregionen sind in Diekirch, Esch-an-der-Alzette, Grevenmacher und Luxemburg-Stadt angesiedelt. Jede von diesen vier Polizeiregionen setzt sich neben der Regionaldirektion aus „Commissariats à 3 roulements“ (kurz: C3R; auf 3 Schichten laufende Kommissariate, also rund um die Uhr) und den lokalen „Commissariats à 2 roulements“ (kurz: C2R; auf zwei Schichten laufende Kommissariate) (alles Schutzpolizei) zusammen. Jede Polizeiregion verfügt außerdem über einen „Service Régional de Police de la Route“ (Regionaldienst der Verkehrspolizei, SRPR) sowie einen „Service Régional de Police Spéciale“ (Regionaler Sonderpolizeidienst).
| Region                                 | Region                                 | Kommissariat                  | Kommissariat            | Schichtbetrieb |
| -------------------------------------- | -------------------------------------- | ----------------------------- | ----------------------- | -------------- |
|                                        | Norden                                 | Commissariat Ettelbruck       | Commissariat Ettelbruck | C2R            |
| Commissariat Ourdall - Site Clervaux   | Commissariat Ourdall - Site Clervaux   | C2R                           |                         |                |
| Commissariat Turelbaach                | Norden                                 | Site Heiderscheid             | C2R                     |                |
| Commissariat Turelbaach                | Norden                                 | Site Grosbous                 | C2R                     |                |
| Commissariat des Ardennes              | Norden                                 | Site Bavigne                  | C2R                     |                |
| Commissariat des Ardennes              | Norden                                 | Site Wiltz                    | C3R                     |                |
| Commissariat Atert                     | Norden                                 | Site Rambrouch                | C2R                     |                |
| Commissariat Atert                     | Norden                                 | Site Rédange                  | C3R                     |                |
| Commissariat Diekirch/Vianden          | Norden                                 | Site Diekirch                 | C3R                     |                |
| Commissariat Diekirch/Vianden          | Norden                                 | Site Vianden                  | C2R                     |                |
| Commissariat Echternach                | Commissariat Echternach                | C3R                           |                         |                |
| Commissariat Troisvierges              | Commissariat Troisvierges              | C3R                           |                         |                |
|                                        | Süd-Westen                             | Commissariat Käerjeng/Pétange | Site Käerjeng           | C2R            |
| Site Pétange                           | Süd-Westen                             | Commissariat Käerjeng/Pétange | C2R                     |                |
| Commissariat Belvaux                   | Commissariat Belvaux                   | C2R                           |                         |                |
| Commissariat Esch                      | Commissariat Esch                      | C3R                           |                         |                |
| Commissariat Esch Centre               | Commissariat Esch Centre               | C2R                           |                         |                |
| Commissariat Kayldall                  | Süd-Westen                             | Site Kayl                     | C2R                     |                |
| Commissariat Kayldall                  | Süd-Westen                             | Site Rumelange                | C2R                     |                |
| Commissariat Porte de l'Ouest          | Süd-Westen                             | Site Bertrange                | C2R                     |                |
| Commissariat Porte de l'Ouest          | Süd-Westen                             | Site Strassen                 | C2R                     |                |
| Commissariat Porte du Sud              | Commissariat Porte du Sud              | C2R                           |                         |                |
| Commissariat Réiserbann                | Süd-Westen                             | Site Roeser                   | C2R                     |                |
| Commissariat Réiserbann                | Süd-Westen                             | Site Bettembourg              | C2R                     |                |
| Commissariat Capellen/Steinfort        | Süd-Westen                             | Site Capellen                 | C3R                     |                |
| Commissariat Capellen/Steinfort        | Süd-Westen                             | Site Steinfort                | C2R                     |                |
| Commissariat Differdange               | Commissariat Differdange               | C3R                           |                         |                |
| Commissariat Dudelange                 | Commissariat Dudelange                 | C3R                           |                         |                |
|                                        | Zentrum-Osten                          | Commissariat Ernz             | Site Junglinster        | C2R            |
| Site Larochette                        | Zentrum-Osten                          | Commissariat Ernz             | C2R                     |                |
| Commissariat Syrdall - Site Roodt/Syre | Commissariat Syrdall - Site Roodt/Syre | C2R                           |                         |                |
| Commissariat Walferdange               | Commissariat Walferdange               | C2R                           |                         |                |
| Commissariat Mersch                    | Commissariat Mersch                    | C3R                           |                         |                |
| Commissariat Museldall                 | Zentrum-Osten                          | Site Grevenmacher             | C3R                     |                |
| Commissariat Museldall                 | Zentrum-Osten                          | Site Wormeldange              | C2R                     |                |
| Commissariat Museldall                 | Zentrum-Osten                          | Site Wasserbillig             | C2R                     |                |
| Commissariat Remich/Mondorf            | Zentrum-Osten                          | Site Remich                   | C3R                     |                |
| Commissariat Remich/Mondorf            | Zentrum-Osten                          | Site Mondorf                  | C2R                     |                |
|                                        | Hauptstadt                             | Commissariat Bonnevoie        | Commissariat Bonnevoie  | C2R            |
| Commissariat Gare/Hollerich            | Commissariat Gare/Hollerich            | C2R                           |                         |                |
| Commissariat Gasperich                 | Commissariat Gasperich                 | C2R                           |                         |                |
| Commissariat Hesperange                | Commissariat Hesperange                | C2R                           |                         |                |
| Commissariat Kirchberg/Cents           | Hauptstadt                             | Site Kirchberg                | C2R                     |                |
| Commissariat Kirchberg/Cents           | Hauptstadt                             | Site Cents                    | C2R                     |                |
| Commissariat Limpertsberg              | Commissariat Limpertsberg              | C2R                           |                         |                |
| Commissariat Merl                      | Commissariat Merl                      | C2R                           |                         |                |
| Commissariat Ville-Haute               | Commissariat Ville-Haute               | C2R                           |                         |                |
| Commissariat Luxembourg                | Commissariat Luxembourg                | C3R                           |                         |                |
| Commissariat Luxembourg - Groupe Gare  | Commissariat Luxembourg - Groupe Gare  | C3R                           |                         |                |

Die zentrale, landeseinheitliche Rufnummer lautet 113.

## Bisherige Generaldirektoren
- 2000–2001: Charles Bourg
- 2001–2008: Pierre Reuland
- 2008–2015: Romain Nettgen
- 2015–2024: Philippe Schrantz
- seit 2024: Pascal Peters

## Sonstiges
Das Logo der Police Lëtzebuerg (vgl. Infobox) bekam 2020 den German Design Award in der Kategorie Excellent Communications Design/Corporate Identity.